# 分宜镇
分宜镇，是中国江西省新余市分宜县所辖的一个镇。

## 行政区划
现辖：
政法巷社区、角元村、芦塘村、水东村、水北村、大台村、介桥村、万溪村、收村、站前村、新村、横溪村、池塘村、白田村、昌田村、分宜发电有限责任公司社区和界桥垦殖场生活区。

## 中国传统村落
2013年8月，介桥村被评为第二批中国传统村落。